# Bernd Tödter
Bernd Tödter (* 1. Oktober 1974 in Bad Segeberg) ist ein deutscher Neonazi. Er war Gründer und Präsident der Organisation Sturm 18 e.V., die 2015 verboten wurde. 2012 gründete er in der JVA Hünfeld die rechtsextremistische Gefangenhilfeorganisation Aryan Division Jail Crew. Im Juli 2019 gründete er den Aryan Circle Germany.

## Aktivitäten in der rechten Szene
Tödter hatte Ende der 90er Jahre maßgeblichen Anteil am Aufbau der „Kameradschaft Nordmark“ in Bad Segeberg. 1996 versammelten sich mehrfach bis zu 150 Neonazis in der Kurstadt und zettelten Schlägereien an, demolierten Autos oder legten sich mit der Polizei an.
Zusätzlich betätigte sich Tödter als Musiker und Homepagebetreiber der Seite sturm18.de. Er führte seit 2002 die „Kameradschaft NordHessen“ sowie den „Sturm 18 e.V.“ an. Er war Mitglied im „Freundeskreis nationaler Aktivisten“ (FNA) und der mittlerweile verbotenen „Hilfsorganisation für politische Gefangene und deren Angehörige“ (HNG). 2006 wurde bekannt, dass er zum Geschäftsführer des öffentlich geförderten Multikulturvereins „Zur Spitze e. V.“ in Kassel gewählt worden war. Damals beteuerte Tödter seinen Ausstieg aus dem Rechtsextremismus.
Seit Dezember 2010 war er Chef der „NSO Deutschland“ sowie 1. Vorsitzender des Vereins Kultur-, Sport- und Förderverein Deutschland. Er beteiligte sich an bundesweiten Aktionen. Kurz nach seiner Haftentlassung Ende Juni 2019 gründete er in Bad Segeberg den Aryan Circle Germany. Der Name gibt die Gruppe als deutschen Ableger der US-amerikanischen Gefängnis-Gang Aryan Circle (AC) aus. Es handelt sich aber um eine eigenständige Gruppe, die aus mindestens 12, eventuell bis zu 50 deutschen Neonazis besteht, zum Teil früheren Mitgliedern des „Sturm 18“. Sie versuchten, in Segeberg und Sülfeld Schüler für ihre Gruppe anzuwerben, und griffen Gegner in Sülfeld körperlich an. Im Oktober 2023 wurden die Ermittlungen zu Aryan Circle Germany eingestellt. Es fanden sich keinen Nachweis über die Bildung einer kriminellen Vereinigung, allerdings werden die einzelnen Straftaten der Neonazis konsequent verfolgt werden.

## Straftaten
Am 29. März 1993 misshandelte Tödter als 19-Jähriger mit seinem erwachsenen Cousin in einer Obdachlosenunterkunft in Bad Segeberg den 58-jährigen Obdachlosen Friedrich Maßling, der am 3. April 1993 an seinen schweren Kopfverletzungen starb. Tödter wurde dafür zu einer dreieinhalbjährigen Jugendhaftstrafe verurteilt, sein Mittäter erhielt als Erwachsener drei Jahre Haft. Im Februar 2000 fand die Polizei ein Waffenarsenal in seiner Wohnung: Übungs- und Manövermunition, Leuchtspurmunition, scharfe Gewehr- und Pistolenmunition, Schreckschuss-Waffen und ein panzerbrechendes Geschoss. Daraufhin wurde gegen ihn unter anderem wegen Verstoßes gegen das Kriegswaffenkontrollgesetz ermittelt. Bei einer Hausdurchsuchung im Jahre 2002 erschossen Polizisten seine scharfen Kampfhunde. Tödter griff 2006 eine kurdische Familie an und wurde dafür zu 18 Monaten Haft verurteilt. Auch wird er mit einem Anschlag in Verbindung gebracht, bei dem im Vorfeld des 1. Mai 2010 das DGB-Haus in Kassel mit der Parole „Volksverräter!!!“ besprüht wurde. Bei einer Hausdurchsuchung 2010 erschossen Polizisten seinen Dobermann. Wegen Bedrohung und Beleidigung einer Frau, deren minderjährige Tochter unter den Einfluss Tödters geraten war, kam er im Herbst 2011 erneut wegen Beleidigung für zehn Monate ins Gefängnis. 2012 entschied das Kasseler Landgericht auf Antrag der Anklagebehörde, ein Verfahren gegen Tödter wegen der „Verwendung von Kennzeichen verfassungswidriger Organisationen“ fallen zu lassen.
2013 führte die Staatsanwaltschaft Frankfurt/Main ein Ermittlungsverfahren wegen Gründung einer kriminellen Vereinigung, die Gefangenhilfeorganisation „Aryan Division Jail Crew“.
Nachdem er im Februar 2014 eine zweijährige Haftstrafe verbüßt hatte, kam er bereits im Juli 2014 wegen des Vorwurfs der zweifachen gefährlichen Körperverletzung erneut in Untersuchungshaft.  Angeklagt wurde Tödter wegen des Verdachts der gefährlichen Körperverletzung in zwei Fällen. Außerdem soll er zwei Frauen seiner Neonazigruppe beauftragt haben, eine 16-Jährige zu misshandeln. Verurteilt wurde er zu zwei Jahren und drei Monaten Haft.
Im Mai 2016 wurde er zu weiteren zweieinhalb Jahren Haft wegen Nötigung und schwerer Körperverletzung verurteilt. Gemeinsam mit drei weiteren Frauen und zwei Männern hatte er mehrere Personen schwer misshandelt, die der von ihm gegründeten Kameradschaft „Sturm 18“ nicht beitreten bzw. austreten wollten. Im Prozess ging es hauptsächlich um einen Mann, der auf Befehl des als „extrem gewalttätig“ beschriebenen „Präsidenten“ Tödter eine Woche lang festgehalten und gequält worden sein sollte.
Das Landeskriminalamt (LKA) Schleswig-Holstein durchsuchte am 3. März 2020 auf Antrag der Staatsanwaltschaft Flensburg Wohnungen von zwölf Beschuldigten im Alter von 19 bis 57 Jahren in Schleswig-Holstein und anderen Bundesländern, die Tödter angeworben hatte, zur Sicherung von Beweismitteln. Die Staatsanwaltschaft geht davon aus, dass der Zweck dieser rechtsextremen Gruppierung darin besteht, fremdenfeindlich motivierte Körperverletzungen und Sachbeschädigungen sowie Straftaten nach dem Waffengesetz zu begehen.